# Barda Parsacuteno
Barda Parsacuteno in greco Βάρδας Παρσακουτηνός?, Bardas Parsakoutenos (fl. X secolo) è stato un ammiraglio bizantino e nipote dell'Imperatore bizantino Niceforo II Foca.

## Biografia
Il cognome della famiglia (erroneamente scritto Παρσακουντηνός, Parsakountenos, in alcuni manoscritti) deriva dalla località di “Parsakoute” (Παρσακούτη). Suo padre, Teodulo Parsacuteno, sposò una gentildonna del potente clan dei Foca, apparentemente figlia del generale di Barda Foca il Vecchio, padre del generale e futuro imperatore Niceforo II Foca (regnante nel 963-969). Barda aveva due fratelli, Teodoro e Niceforo. Poiché portava il nome del nonno materno, era probabilmente il secondogenito dei tre.
Secondo le fonti arabe, in una battaglia ad Adata il 19 ottobre 954 Teodolo Parsacuteno e uno dei suoi figli, Barda o il più giovane Niceforo, furono fatti prigionieri dall'emiro hamdanide Sayf al-Dawla. Il fratello maggiore, Teodoro, cercò di riscattare il padre e il fratello con il cugino di Sayf al-Dawla, Abū Firās, catturato nell'autunno del 962, ma solo con uno scambio di prigionieri il 23 giugno 966 i prigionieri bizantini detenuti da Sayf al-Dawla furono liberati. 
Come sostenitori della fallita rivolta del cugino Barda Foca il Giovane contro Giovanni I Zimisce (r. 969-976) nel 970, Barda e i suoi fratelli potrebbero essere stati mandati in esilio. Il loro esilio durò probabilmente fino a quando lo stesso Phokas fu richiamato nel 978 dall'imperatore Basilio II (r. 976-1025) per affrontare la ribellione di Barda Sclero. Quest'ultimo, illustre generale e luogotenente più anziano di Zimisce, si era ribellato alla morte di Zimisce nel 976 e aveva rapidamente preso il controllo dell'Asia Minore, sconfiggendo ripetutamente gli eserciti lealisti. Alla fine, il principale ministro di Basilio II, il parakoimomenos Basilio Lecapeno, fu costretto a richiamare Foca dall'esilio. È probabile che i suoi seguaci siano stati graziati e richiamati allo stesso tempo. Di conseguenza, lo storico contemporaneo Leone il Diacono riporta che nel 978 Barda Parsacuteno, con il titolo supremo di magistros, comandò la flotta imperiale centrale quando questa sconfisse una flotta ribelle al largo di Abido grazie all'uso del fuoco greco, prima di sbarcare i suoi uomini, sconfiggere le truppe ribelli a terra e riconquistare Abido.